# DDR-Oberliga 1987-1988
L'edizione 1987-88 della DDR-Oberliga è stata il quarantunesimo campionato di calcio di massimo livello in Germania Est.

## Avvenimenti

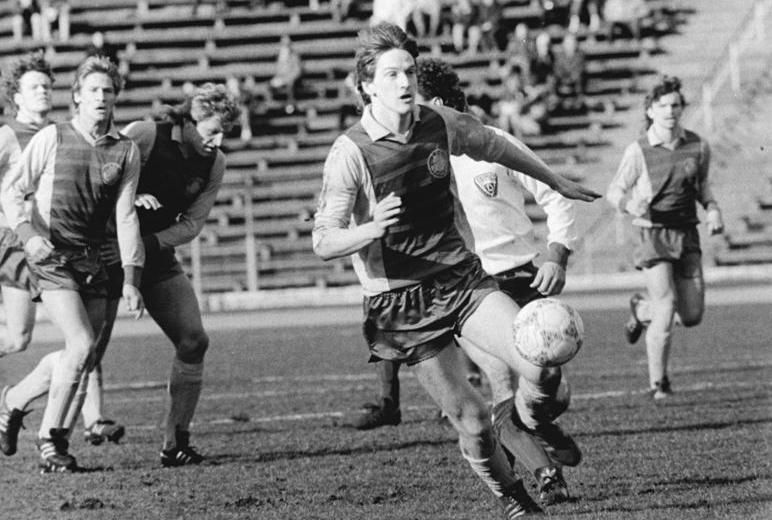
Fase di gioco del match tra Lokomotive Lipsia e Dinamo Berlino del 12 marzo 1988, scontro diretto nella lotta al vertice risoltosi con il punteggio di 2-0 in favore del Lokomotive Lipsia.

Il torneo, iniziato l'8 agosto 1987, vide per la decima volta consecutiva l'affermazione finale della Dinamo Berlino. Analogamente a due anni prima, l'avversaria del club di Berlino Est fu il Lokomotive Lipsia: dopo aver concluso il girone di andata a pari punti con i rivali, la compagine di Lipsia si portò in cima alla classifica prevalendo per 2-0 nello scontro diretto. Di lì iniziò una serie di sorpassi tra le due squadre, che conclusero il campionato a pari punti: la differenza reti premiò la Dinamo Berlino che si poté quindi fregiare del suo decimo titolo nazionale. Poco interessante fu invece la lotta in zona UEFA: assieme al Lokomotive Lipsia si qualificò in anticipo sulla conclusione del campionato la Dinamo Dresda, che nel corso del torneo aveva tentato di intromettersi nella lotta al titolo.
L'ultima giornata, giocata il 28 maggio 1988, fu importante non solo per il verdetto in cima al campionato, ma anche per quanto riguarda la salvezza. Le ultime due squadre rimaste in corsa, il Vorwärts Francoforte e il Rot-Weiss Erfurt, incontrarono rispettivamente Dinamo Berlino e Lokomotive Lipsia. Entrambe le squadre persero concludendo a pari punti, ma ad accompagnare in DDR-Liga uno Stahl Riesa già da tempo fuori combattimento fu il Vorwärts Francoforte in virtù della peggior differenza reti nei confronti degli avversari.

## Classifica finale
|  |     | DDR-Oberliga 1987-88 | Pt | G  | V  | N  | P  | GF | GS | DR  |
|  | --- | -------------------- | -- | -- | -- | -- | -- | -- | -- | --- |
|  | 1.  | BFC Dynamo           | 37 | 26 | 15 | 7  | 4  | 59 | 30 | +29 |
|  | 2.  | Lokomotive Lipsia    | 37 | 26 | 14 | 9  | 3  | 42 | 21 | +21 |
|  | 3.  | Dinamo Dresda        | 33 | 26 | 12 | 9  | 5  | 47 | 24 | +23 |
|  | 4.  | Stahl Brandeburgo    | 29 | 26 | 12 | 5  | 9  | 44 | 37 | +7  |
|  | 5.  | Hallescher           | 26 | 26 | 7  | 12 | 7  | 33 | 33 | 0   |
|  | 6.  | Carl Zeiss Jena      | 26 | 26 | 8  | 10 | 8  | 28 | 29 | -1  |
|  | 7.  | Magdeburgo           | 25 | 26 | 9  | 7  | 10 | 34 | 33 | +1  |
|  | 8.  | Karl-Marx-Stadt      | 25 | 26 | 8  | 9  | 9  | 40 | 45 | -5  |
|  | 9.  | Hansa Rostock        | 23 | 26 | 7  | 9  | 10 | 42 | 39 | +3  |
|  | 10. | Wismut Aue           | 23 | 26 | 8  | 7  | 11 | 24 | 34 | -10 |
|  | 11. | Union Berlino        | 22 | 26 | 7  | 8  | 11 | 35 | 54 | -19 |
|  | 12. | Rot-Weiß Erfurt      | 21 | 26 | 8  | 5  | 13 | 40 | 49 | -9  |
|  | 13. | Vorwärts Francoforte | 21 | 26 | 6  | 9  | 11 | 33 | 43 | -10 |
|  | 14. | Stahl Riesa          | 16 | 26 | 3  | 10 | 13 | 23 | 43 | -20 |

### Verdetti
- Dinamo Berlino campione della Germania Est 1987-88. Qualificato in Coppa dei Campioni 1988-89.
- Carl Zeiss Jena qualificata in Coppa delle Coppe 1988-89
- Lokomotive Lipsia, Dinamo Dresda qualificate in Coppa UEFA 1988-89
- Vorwärts Francoforte e Stahl Riesa retrocesse in DDR-Liga.

### Squadra campione

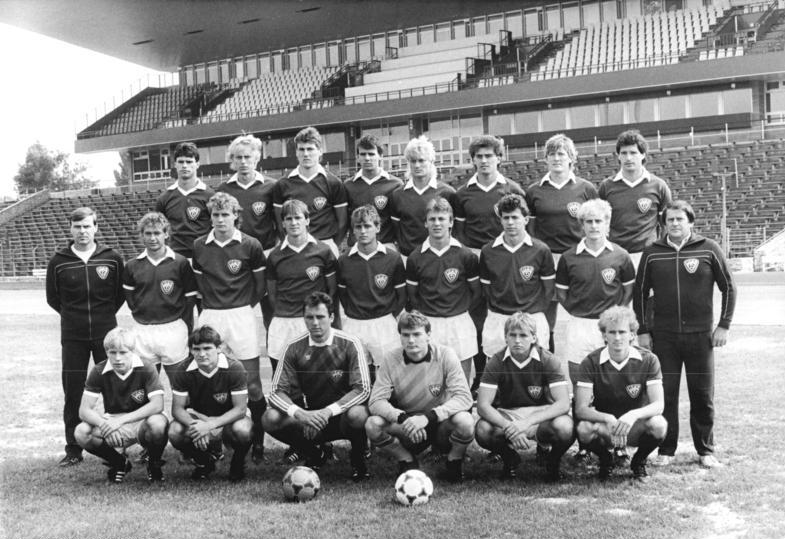
La rosa della Dinamo Berlino campione della Germania Est 1987-88

## Record

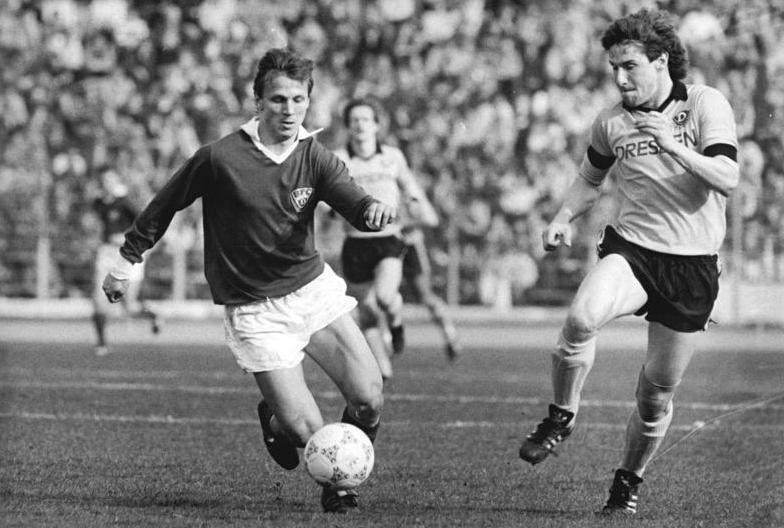
Andreas Thom, capocannoniere del torneo, inseguito da Andreas Trautmann della

### Capoliste solitarie
- 2ª-9ª giornata:  BFC Dynamo
- 11ª-12ª giornata:  BFC Dynamo
- 16ª-18ª giornata:  Lokomotive Lipsia
- 20ª giornata:  Lokomotive Lipsia
- 21ª giornata:  BFC Dynamo
- 22ª giornata:  Lokomotive Lipsia
- 24ª giornata:  BFC Dynamo

### Club
- Maggior numero di vittorie:  BFC Dynamo (15)
- Minor numero di sconfitte:   Lokomotive Lipsia (3)
- Migliore attacco:  BFC Dynamo (59 reti fatte)
- Miglior difesa:  Lokomotive Lipsia (21 reti subite)
- Miglior differenza reti:  BFC Dynamo (+29)
- Maggior numero di pareggi:  Hallescher (12)
- Minor numero di pareggi:  Stahl Brandeburgo e  Rot-Weiß Erfurt (5)
- Maggior numero di sconfitte:  Rot-Weiß Erfurt e  Stahl Riesa (13)
- Minor numero di vittorie:  Stahl Riesa (3)
- Peggior attacco:  Stahl Riesa (23 reti fatte)
- Peggior difesa:  Union Berlino (54 reti subite)
- Peggior differenza reti:  Stahl Riesa (-20)

### Classifica cannonieri
|  | Gol | Marcatore    | Squadra         |
|  | --- | ------------ | --------------- |
|  | 20  | Andreas Thom | BFC Dynamo      |
|  | 15  | Jürgen Heun  | Rot-Weiß Erfurt |
|  | 14  | Jens Pfahl   | Stahl Riesa     |
|  | 12  | Rainer Ernst | BFC Dynamo      |
|  | 12  | Hans Richter | Karl-Marx-Stadt |
|  | 12  | Olaf Seier   | Union Berlino   |